# ワッパ人生
「ワッパ人生」（ワッパじんせい）は、つボイノリオが歌唱する楽曲である。

## 概要
1977年11月21日、CBS・ソニー（現：ソニー・ミュージックレーベルズ）からシングルで発売された。B面は女学生（じょがくせい）。
エレックレコードから発売されたシングル「怪傑黒頭巾」のB面扱いだった曲を、シングルA面曲として再発したもの。
タクシー運転手を主人公にした曲。ただしCBS・ソニー版では、日本レコード協会内に設置されたレコード制作基準倫理委員会（レコ倫）の規定によりエレックレコード版での歌詞の一部を割愛して収録、その分だけ演奏時間が短縮されている（エレックレコードは日本レコード協会非加盟であった）。

## 収録曲
SIDE A
- ワッパ人生
  - 作詞 - 桐島重石 / 作曲 - 野々卓也 / 編曲 - 池多孝春

SIDE B
- 女学生
  - 作詞・作曲 - つボイノリオ / 編曲 - 川上了

## 注
1. ↑  『つボイ正伝「金太の大冒険」の大冒険』扶桑社、2008年、79頁。ISBN 978-4-594-05841-8。